# Dorippoides
Dorippoides is een geslacht van kreeftachtigen uit de klasse van de Malacostraca (hogere kreeftachtigen).

## Soorten
- Dorippoides facchino (Herbst, 1785)
- Dorippoides nudipes Manning & Holthuis, 1986